# Оттер-Крік (округ О-Клер, Вісконсин)
Оттер-Крік (англ. Otter Creek) — місто (англ. town) в США, в окрузі О-Клер штату Вісконсин. Населення — 427 осіб (2020).

## Демографія
Згідно з переписом 2010 року, у місті мешкало 500 осіб у 169 домогосподарствах у складі 136 родин. Було 181 помешкання
Расовий склад населення:
| - 96,4 % — білих - 1,0 % — чорних або афроамериканців - 0,8 % — корінних американців |

До двох чи більше рас належало 1,6 %. Частка іспаномовних становила 1,4 % від усіх жителів.
За віковим діапазоном населення розподілялося таким чином: 32,8 % — особи молодші 18 років, 56,6 % — особи у віці 18—64 років, 10,6 % — особи у віці 65 років та старші. Медіана віку мешканця становила 37,2 року. На 100 осіб жіночої статі у місті припадало 108,3 чоловіків;  на 100 жінок у віці від 18 років та старших — 100,0 чоловіків також старших 18 років.
Середній дохід на одне домашнє господарство  становив 79 214 долари США (медіана — 65 500), а середній дохід на одну сім'ю — 87 059 доларів (медіана — 75 000). Медіана доходів становила 47 917 доларів для чоловіків та 38 125 доларів для жінок. За межею бідності перебувало 5,5 % осіб, у тому числі 7,3 % дітей у віці до 18 років та 1,2 % осіб у віці 65 років та старших.
Цивільне працевлаштоване населення становило 273 особи. Основні галузі зайнятості: сільське господарство, лісництво, риболовля — 19,8 %, освіта, охорона здоров'я та соціальна допомога — 18,7 %, виробництво — 15,4 %, роздрібна торгівля — 12,8 %.